# Cymbiodyta pseudopacifica
Cymbiodyta pseudopacifica är en skalbaggsart som beskrevs av Ales Smetana 1974. Cymbiodyta pseudopacifica ingår i släktet Cymbiodyta och familjen palpbaggar. Inga underarter finns listade i Catalogue of Life.